# 1203

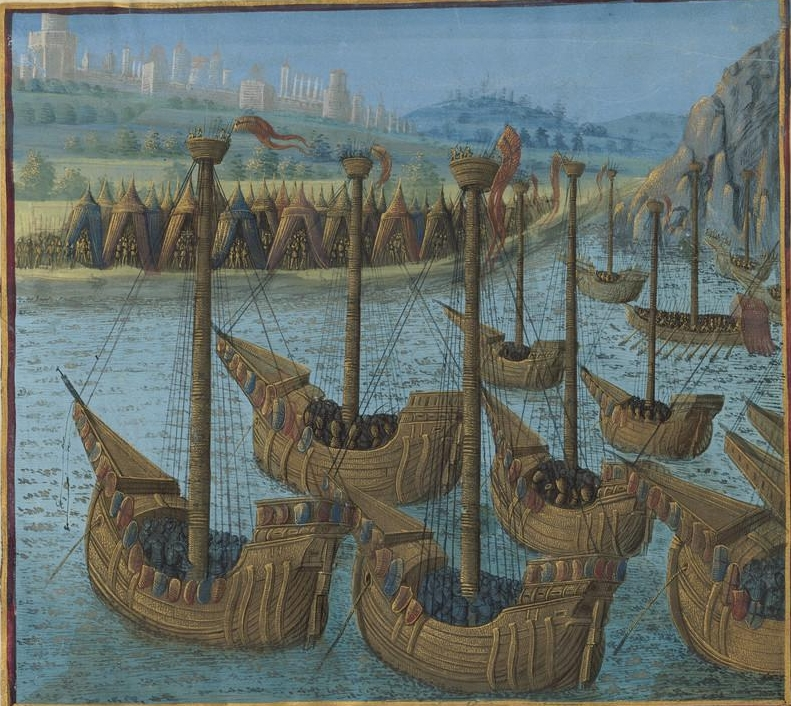
De kruisvaardersvloot ligt voor Constantinopel

Het jaar 1203 is het 3e jaar in de 13e eeuw volgens de christelijke jaartelling.

## Gebeurtenissen
- 3 april - Jan zonder Land laat zijn neef Arthur I van Bretagne, die hem het koningschap bestrijdt, in de gevangenis vermoorden.
- Vierde Kruistocht
  - Alexios (IV), de zoon van de verdreven Byzantijnse keizer Isaäk II Angelos roept de hulp in van de kruisvaarders om de macht in Constantinopel weer in handen te krijgen. Hij belooft de Oosterse kerk ondergeschikt te maken aan de paus.
  - 24 juni - De kruisvaarders varen de Bosporus binnen en openen de aanval op Constantinopel.
  - 17 juli - De kruisvaarders nemen Constantinopel in. Keizer Alexios III moet vluchten, en Isaäk en Alexios worden op de troon gezet.
- 1 augustus - Byzantium - Alexios III Angelos opgevolgd door zijn broer en voorganger Isaäk II Angelos en diens zoon Alexios IV Angelos
- 4 november - Na de dood van graaf Dirk VII van Holland wordt hij opgevolgd door zijn 15-jarige dochter Ada, die snel uitgehuwelijkt wordt aan Lodewijk II van Loon. Dirks broer Willem erkent de opvolging van Ada niet, en laat zichzelf tot graaf uitroepen. Hiermee begint een strijd die bekendstaat als de Loonse Oorlog
  - Lodewijk en Ada's moeder Aleid van Kleef vluchten naar Utrecht
  - Ada wordt gevangengenomen en geïnterneerd op Texel.
- november - Alexios meldt dat hij niet in staat is de kruisvaarders en de Venetianen het overeengekomen bedrag te betalen, en deze

keren zich tegen hem. Ondertussen zorgt zijn pro-westerse houding hem de tegenstand van de Byzantijnse bevolking.
- december - Jan zonder Land verlaat Normandië en trekt zich terug op zijn Engelse landen.

zonder datum
- Temujin verslaat de Keiraïten onder Ong Khan.
- Leo II van Armenië verjaagt Bohemund IV uit Antiochië, en zet diens broer Raymond Ruben op de troon.
- Adolf III van Schaumburg en Holstein, die in Denemarken gevangen zit, wordt vrijgelaten, maar moet daartoe zijn aanspraken op Holstein opgeven.
- Het graafschap Duras verliest zijn onafhankelijkheid en wordt een leen van graafschap Loon.
- kloosterstichting: Heysterbach

## Opvolging
- Antiochië - Bohemund IV opgevolgd door zijn broer Raymond Ruben
- Bretagne - Arthur I opgevolgd door zijn halfzus Adelheid onder regentschap van dier vader Gwijde van Thouars
- Holland - Dirk VII opgevolgd door zijn dochter Ada in strijd tegen zijn broer Willem I
- bisdom Münster - Herman II van Katzenelnbogen opgevolgd door Otto van Oldenburg

## Afbeeldingen

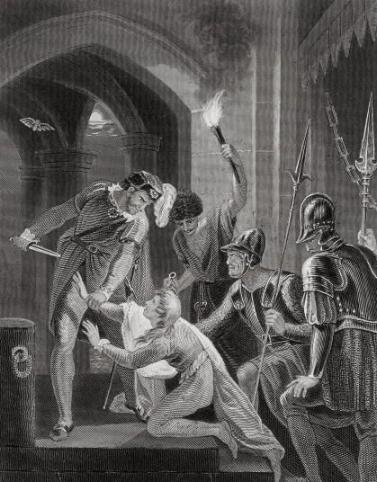
Arthur van Bretagne vermoord in opdracht van Jan zonder Land
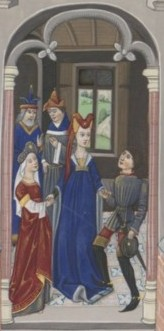
Huwelijk van Ada van Holland en Lodewijk van Loon
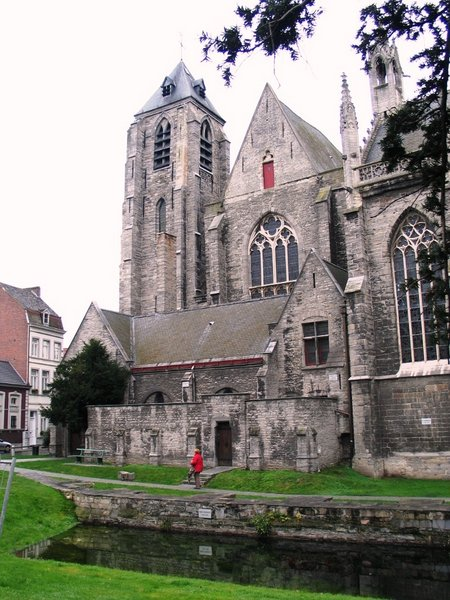
Onze-Lieve-Vrouwekerk in Kortrijk, ingewijd december 1203

## Geboren
- Alfons van Molina, Leonees prins en edelman
- Peter II, graaf van Savoye

## Overleden
- 9 juni - Herman II van Katzenelnbogen, bisschop van Münster
- 4 november - Dirk VII, graaf van Holland (1190-1203)
- Agnes II van Meissen (~64), Duits edelvrouw en abdis
- Arthur I (~16), hertog van Bretagne (1196/1201-1203)
- Ong Khan, khan der Keiraïten